# アルバータ大学

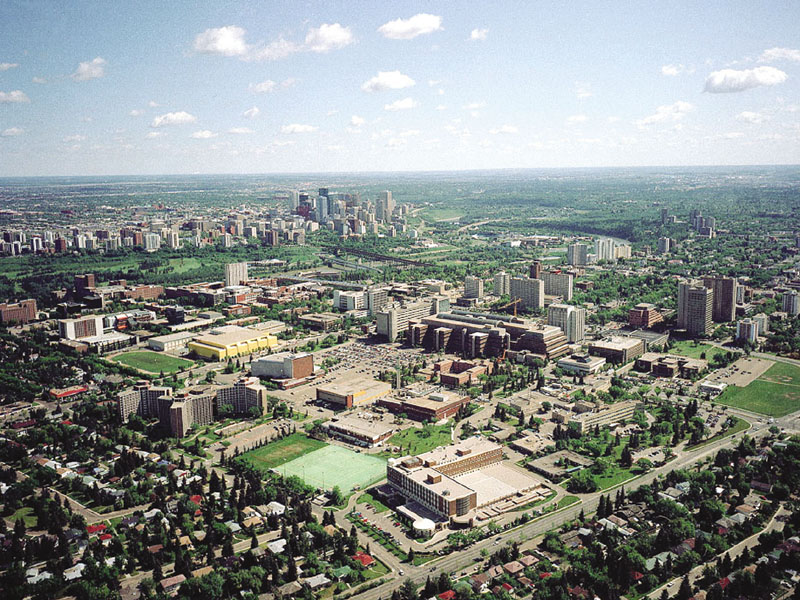
上空から見たアルバータ大学のキャンパス

アルバータ大学（アルバータだいがく、英: University of Alberta）は、カナダ・アルバータ州の州都エドモントンにある州立総合大学である。
1908年にアルバータ州初代州知事のアレクサンダー・キャメロン・ラザフォードとアルバータ大学初代学長となった教育者のヘンリー・マーシャル・トーリーによって設立されたカナダの総合大学の一つ。学生数は37,000人を超え、世界約133カ国から2,500人の留学生を受け入れている。メインキャンパスはノースサスカチュワン川を挟んでエドモントンのダウンタウンに隣接する市街地にあり、ノースサスカチュワン川南側の50ブロックの敷地に広がる90以上の建物からなる。医歯薬理学、工学、化学、生物学系学部やビジネススクール、地質学、森林学、淡水生態学、環境経済学、ナノテクノロジー等の分野での研究・活動が盛んである。カナダの首相や数々の政治家、最高裁判所長官、作家等の著名人を輩出している。カナダ国内大学ランキングでは5位以内、世界大学ランキングでは100位前後を維持している。

## 歴史
1908年に設立された。

## 概観

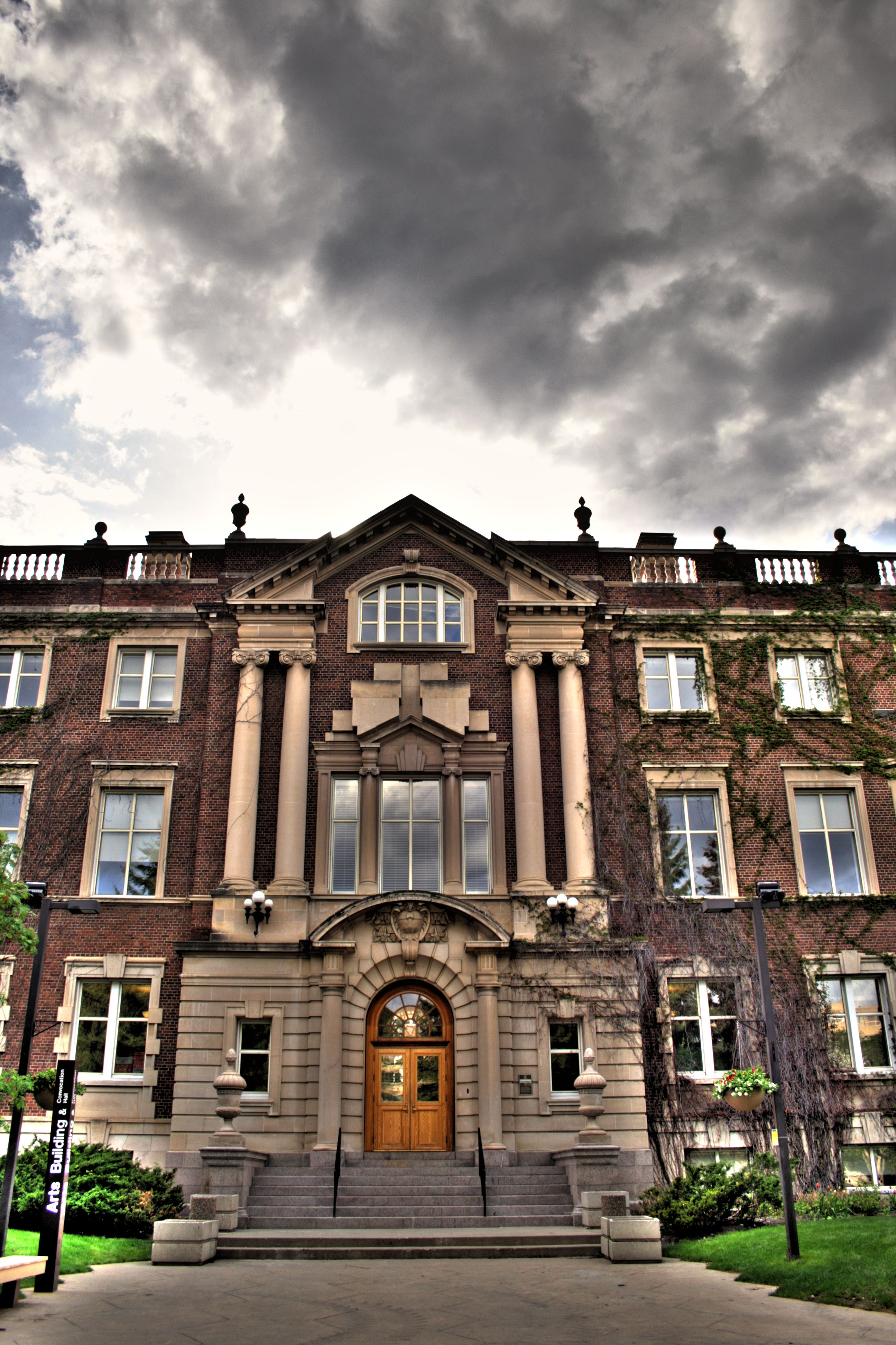
Old Arts Building, University of Alberta campus.

キャンパス内には国立ナノテクノロジー研究所が設立され、他国からの研究者も訪れる。アルバータ大学でもベンチャー起業、新規特許を目指す活動が行われ、学生もさまざまな社会人と触れ合う機会がある。

## 教育
アルバータ大学は学部教育に力を入れており、学部での教育実績がカナダ国内で最も優れている教授に授与される、"3M Teaching Fellowships"の歴代受賞者は28名。図書館の評価も高く、カナダの大学図書館ランキングでは第2位の評価を受けている。

## 学生
学部の授業、ラボでの指導が必修となっている。また、近年は世界各国からの留学生を積極的に受け入れており、外国人留学生を対象とした大規模なオリエンテーション "Transitions" が毎年盛大に行われるなど、留学生がカナダの地で安心して学生生活を送れるよう、充実したサポートプログラムが用意されている。また、"International Week" や "International Friendship Program" など、国際交流や異文化理解の促進を目的としたプログラムも多数ある。世界中の留学生たちが共に生活する学生寮もある。

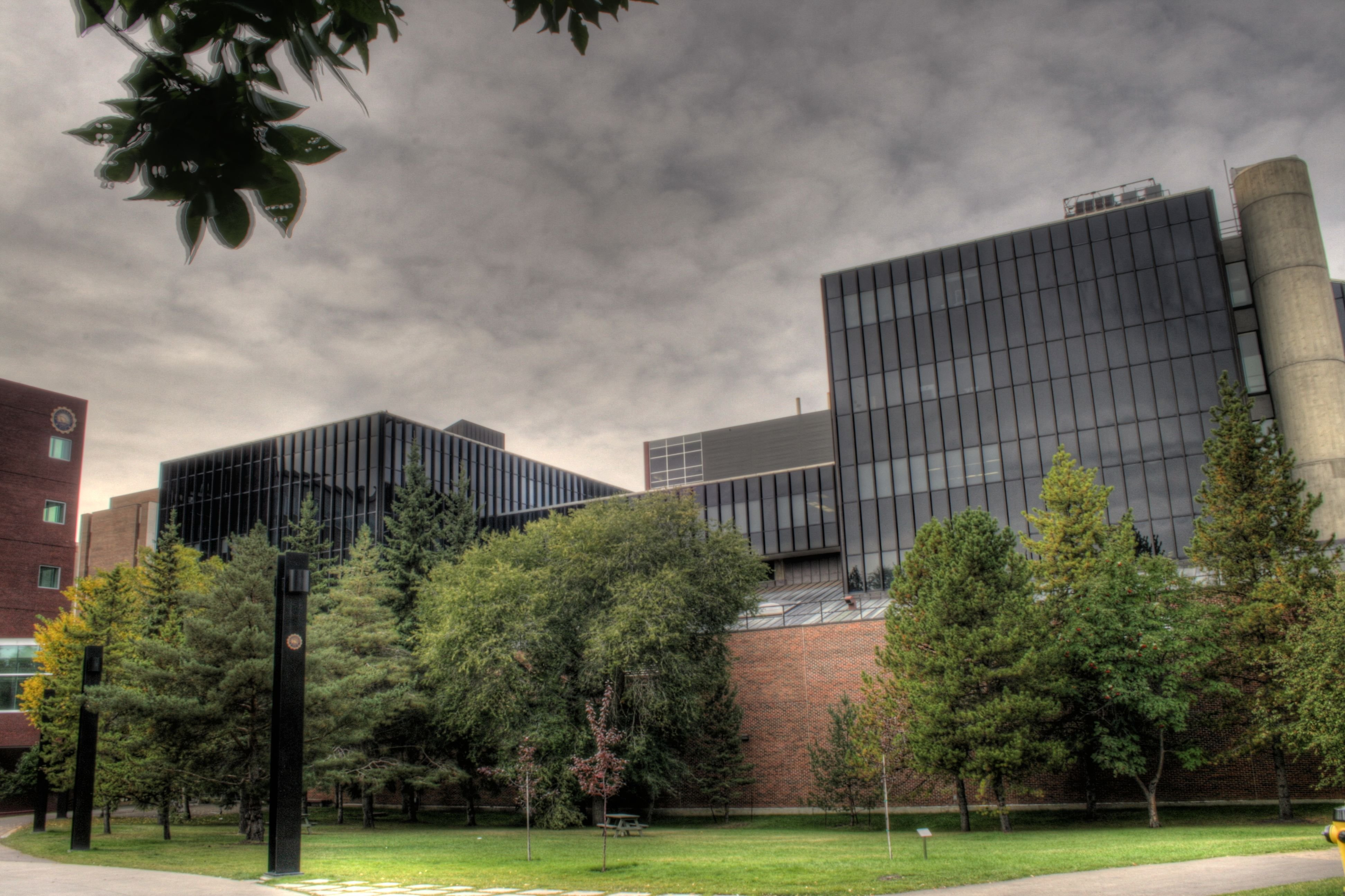
The Mechanical Engineering Building.

## 学部・大学院・別キャンパス
- Faculty of Agricultural, Life and Environmental Sciences
- Faculty of Arts
- Faculty of Business, Alberta School of Business
- Faculty of Education
- Faculty of Engineering
- Faculty of Extension
- Faculty of Graduate Studies & Research
- Faculty of Law
- School of Library & Information studies
- Faculty of Medicine & Dentistry
- Faculty of Native Studies
- Faculty of Nursing
- Faculty of Pharmacy & Pharmaceutical Sciences
- Faculty of Physical Education & Recreation
- School of Public Health
- Faculty of Rehabilitation Medicine
- Faculty of Science
- St. Joseph's College
- St. Stephen's College
- Campus Augustana
- Campus Saint-Jean

## 著名な卒業生
- ジョー・クラーク：カナダ元首相
- ジョン・ディーフェンベーカー：カナダ元首相
- ピエール・トルドー：カナダ元首相
- ベバリー・マクラッチリン：カナダ元最高裁判所長官
- リチャード・E・テイラー：物理学者、ノーベル物理学賞受賞者
- デイビッド・シンドラー：淡水生態学の権威、ボルボ環境賞受賞者
- ヴィック・アダモヴィッツ：環境経済学の権威
- ジョゼフ・マーティン：ハーバードメディカルスクール学長
- 栗本祐一：日本の私学人、学校法人栗本学園・名古屋商科大学の創立者
- ウェイン・グレツキー：ホッケー選手。2000年春、大学より名誉法学博士号（LL.D.）授与
- ジョージ・スタンレー：カナダの国旗のデザインを手がけた人物
- アン・ウィーラー：映画監督
- 岩崎まさみ：文化人類学者

## 在籍中および在籍した日本人教員
- 神保孝一 (Professor of Medicine in Dermatology)
- 横山信治 (Professor of Medicine in Endocrinology and Metabolism)
- 館野透 (Associate Professor of Medicine in Endocrinology and Metabolism)
- 増田貴彦 (Professor, Department of Psychology)
- 大場真人 (Professor of Dairy Nutrition and Management)
- Masahiro Watanabe, Associate Professor, Department of Finance
- Yoshi Ono, Professor, East Asian Studies
- Shintaro Kono, Assistant Professor, Faculty of Kinesiology, Sport, and Recreation
- 正宗悟 (organic chemist[3])
- 横田 俊文 (Professor, Department of Medical Genetics)

## 日本のおもな交流協定大学
- 北海道大学
- 北海道医療大学
- 静岡大学
- 明治大学
- 立命館大学
- 東京女子大学
- 上智大学
- 新潟大学
- 名古屋商科大学
- 成城大学
- 熊本大学
- 明治薬科大学
- 法政大学
- 京都女子大学
- 同志社女子大学
- 早稲田大学
- 関西大学